# Un kilo
Un kilo è un singolo del cantante italiano Zucchero Fornaciari, pubblicato il 5 maggio 2007, estratto dall'album Fly.

## Descrizione
È stato registrato in collaborazione con Questlove, fondatore dei The Roots. Con questa canzone Zucchero ha partecipato anche al Festivalbar 2007, giungendo terzo. Il brano ha raggiunto anche la top 5 dei più trasmessi in radio.
Il brano è inoltre presente nelle successive raccolte e, con un nuovo arrangiamento, negli album La sesión cubana e Una rosa blanca.

### La presunta dedica a Vasco Rossi
È circolata, ai tempi della pubblicazione dell'album, una voce secondo la quale i versi irriverenti della canzone sarebbero rivolti da Zucchero a Vasco Rossi. In particolare, apparivano curiosi i riferimenti a qualcuno che si crede di essere un rocker e che fuma le Lucky Strike, marca di sigarette citata dall'artista di Zocca nel suo celebre brano Gli angeli del 1996. Zucchero tuttavia smentì ufficialmente che Un kilo fosse dedicata a Vasco,
il quale, oltretutto, è un amico del cantante reggiano.

## Il video
Per il lancio del singolo, è stato realizzato un video in cui una cover band di Zucchero, composta da giovani amici, inserendo il cd di Fly nel lettore per compact, inizia ad esibirsi sulla base della canzone.
- Un kilo, su YouTube.

## Tracce
- COD: Universal 5002 967

1. Un kilo – 3:33 (Zucchero)

## Classifiche
| Classifica (2007) | Posizione massima |
| ----------------- | ----------------- |
| Italia            | 12                |
| Europa            | 120               |

## Cover
La cantante egiziana Donia Samir Ghanem ha realizzato una cover del brano, intitolata El Wad El Lou. Nei crediti ufficiali della canzone compare soltanto la citazione "Delmo", ad indicare la reale paternalità di Zucchero della parte musicale.